# Grumello Cremonese ed Uniti
Grumello Cremonese ed Uniti är en ort och kommun i provinsen Cremona i regionen Lombardiet i Italien. Kommunen hade 1 748 invånare (2018).